# 河野淳也
河野 淳也（こうの じゅんや）は、日本の化学者（理学博士）、学習院大学教授。専門は物理化学、気相溶液化学。

## 研究内容
溶液反応における溶媒の役割および複雑な反応機構を解明することを目標とした、新しい分光分析手法の開発、液滴を利用した迅速な触媒合成・およびその評価を行う技術の開発に取り組む。近年では、液滴を真空中に導入して気相中での分光分析を溶液系に適用する独自の手法を用いて、タンパク質などの生体分子の構造解明にも研究対象を広げている。

## 略歴
- 1992年 東京大学理学部化学科卒業
- 1994年 東京大学大学院理学系研究科化学専攻 修士課程修了
- 2000年 東京大学大学院理学系研究科化学専攻 博士号取得（論文博士）「多光子励起により誘起された液体表面の分子反応過程」
- 1994年 日本石油(株) 中央技術研究所
- 1998年 (株)コンポン研究所 東東京研究室
- 2007年 (株)コンポン研究所 東東京研究室 主幹研究員
- 2010年 学習院大学理学部化学科 講師
- 2011年 学習院大学理学部化学科 准教授
- 2015年 学習院大学理学部化学科 教授

## 受賞
- 2000年 日本トライボロジー学会 奨励賞 (「動的光散乱法によるＣａスルホネートの油中粒径の測定」)
- 2004年 日本化学会賞 (「多光子励起溶液反応と機構の解明」)

## 著書
- 河野淳也、化学の基本シリーズ1『一般化学』(化学同人)、2017。